# カーバンクニムラ
株式会社カーバンクニムラとは、広島県広島市安佐南区に本社のある、輸入車ディーラーである。

## 概要
ハマー・キャディラック・シボレー・GMC・フォード・リンカーン・サリーン・クライスラー・ダッジ・TVR・ルノーを取り扱う。
かつては、MG・ローバーも取り扱っていた。

## 沿革
- 1982年（昭和57年）7月 - 設立。
- 2007年（平成19年）9月8日 - 広島日産自動車（ルノー広島）からルノー車のディーラー業務が移管され、ルノー広島北を開店。
- 2010年（平成22年）- 広島市西区三篠町にてルノー広島中央を開店。
- 2013年（平成25年）- ダイハツのディーラー権を取得。
- 2020年（令和2年）- ルノー広島中央を安佐南区西原に移転。最新VIを導入し、「ルノー広島」としてリニューアルする。

## 店舗
- 本社 - 広島県広島市安佐南区長楽寺一丁目19番58号4
- HUMMER・GMプレミアム広島 - 広島県広島市安佐南区長楽寺一丁目19番58号4
- ルノー広島 - 広島県広島市安佐南区西原5丁目16-4
- マッハ車検工場 - 広島県広島市安佐南区長楽寺一丁目19番58号4
- マッハカーペイント - 広島県広島市安佐南区長楽寺一丁目19番58号4
- 保険業務推進室レンタカー事業部 - 広島県広島市安佐南区長楽寺一丁目19番58号4
- Eco Bee - 広島県広島市安佐南区長楽寺一丁目1番19号5